# Filip Đorđević (Fußballspieler, 1987)
Filip Đorđević (serbisch-kyrillisch Филип Ђорђевић; * 28. September 1987 in Belgrad, SFR Jugoslawien) ist ein serbischer ehemaliger Fußballspieler.

## Karriere

### Verein
Filip Đorđevic begann mit dem Fußball bei Roter Stern Belgrad. In der Spielzeit 2006/07 spielte der damals 20-Jährige auf Leihbasis bei FK Rad. Đorđevic wechselte in der Winterpause von der Spielzeit 2007/08 zum FC Nantes in die französische Ligue 2. Mit sieben Toren in 18 Spielen der Rückrunde trug er zum Aufstieg des Klubs in die Ligue 1 bei. Dort kam Djordjevic allerdings nicht über die Reservistenrolle hinaus und kam lediglich in 19 Spielen zum Einsatz, in denen er zwei Tore erzielte. Der FC Nantes stieg am Ende der Saison 2008/09 aus der Ligue 1 ab. An der sportlichen Situation von Đorđević änderte sich auch in der Saison 2009/10 nichts: in 19 Meisterschaftsspielen schoss er zwei Tore und belegte mit seinem Klub einen enttäuschenden 15. Platz. 2010/11 gelang Đorđevic der Durchbruch, als er 36 Mal zum Einsatz kam und er hierbei zwölf Tore erzielte. In der Spielzeit 2012/13 gelang dem FC Nantes der Wiederaufstieg in die Ligue 1 und Đorđevic belegte dabei mit 20 Treffern bei 34 Einsätzen den zweiten Rang in der Torschützenliste.

### Nationalmannschaft
Đorđević wurde am 24. November 2007 in die serbische Nationalmannschaft berufen. Nationaltrainer Javier Clemente berief ihn, neben neun weiteren Debütanten, zum Qualifikationsspiel zur Fußball-EM 2008 in Belgrad gegen Kasachstan in die Mannschaft, jedoch bekam er nicht die Chance zu spielen. Unter Trainer Siniša Mihajlović machte er sein Debüt für sein Heimatland im Freundschaftsspiel gegen Chile am 14. November 2012.

## Erfolge
- Italienischer Supercupsieger: 2017